# Атеље Митровић
Атеље Митровић је архитектонско предузеће у Сремској Митровици. Налази се у улици Змај Јовина 22.

## Историјат
Атеље Митровић је основан као породични пројектни биро 1987. од стране Бранке Митровић, уз сарадњу са Милорадом Митровићем. Обоје су радили у „Срем Пројекту” где су стекли дугогодишње искуство на пројектовању значајнијих објеката у Сремској Митровици и околним градовима – Главна пошта, зграда ПИК Сирмиума, Војвођанска банка, зграда некадашње стаклене Војвођанске банке, Модна кућа, Болница, Поликлиника, Хируршки блок, осмоспратнице у насељу Матија Хуђи, вртићи у насељима Матија Хуђи, Деканске баште, Орао и 29. новембар, стамбене зграде у насељима Орао, Камењар, КПД и Стеван Сремац, Ветеринарска станица, Педагошка академија и Хотел Лежимир, као и ентеријера – добитница награда Златан кључ и Сребрни кључ за дизајн намештаја на сајмовима у Београду, ентеријери Градске кафане СМ и Ловотурса у Петроварадину.
Атеље Митровић је касније водио син Бранко Митровић, а од 1998. године ћерка Славенка Митровић Лазаревић. Једно време је радила као руководилац Одељења за урбанизам у Дирекцији за изградњу града Сремска Митровица, као и једна од аутора пројекта реконструкције пешачке зоне у Сремској Митровици за шта је награђена Новембарском наградом 2006. Осим више пројеката стамбених и пословних зграда, радила је пројект за архитектонско–урбанистичко решење кампа Засавица и пројект за урбанистичко–архитектонско решење уређења порте Саборне цркве у Шапцу.
Године 2012. атеље је трансформисан у Друштво за пројектовање и вештачења због проширења делатности у последњих десет година на урбанизам и вештачења у архитектури (процене вредности објеката, грађевинског земљишта и грађевинских радова, вештачења грешака и штете у градњи, вештачења у урбанизму, процене закупа). Поседује лиценце за архитектонско пројектовање, урбанизам и енергетску ефикасност Инжењерске коморе Србије, као и националну лиценцу проценитеља вредности непокретности од 2017. и европску лиценцу Recognised European Valuer од 2013. Поседује регистрацију Судског вештака за област архитектуре, као правно лице за вештачења. Члан је Националног удружења проценитеља Србије (НУПС) и Савета зелене градње Србије (СрбГБЦ).
Новембра и децембра 2021. одржао је архитектонску изложбу „Приче једног пара слике једног града” у Галерији „Лазар Возаревић”.